# Emmett McBain
Emmett McBain (* 1935 in Chicago; † 22. Mai 2012 ebendort) war ein US-amerikanischer Grafikdesigner, Fotograf und Unternehmer, der vor allem durch seine Arbeit für Mercury Records bekannt wurde.
McBain studierte Design an der Ray Vogue Art School, der American Academy of Art und am Illinois Institute of Technology. Er arbeitet in den späten 1950er- und frühen 60er-Jahren in Chicago als Grafikdesigner und Artdirector für das Jazz- und R&B-Label Mercury als einer der wenigen Afroamerikaner in dieser Branche. Während die Covergestaltung des Plattenlabels ansonsten keine besondere Firmenidentität besaß, schuf McBain eine Reihe künstlerisch bemerkenswerter Schallplattencover-Illustrationen. Dabei spielte er mit Typographie und Farbe; er verwandte dabei etwa farbige Buchstaben als graphische Elemente, oder kombinierte Titelschrift mit abstrakten farbigen Motiven. In diesem Stil gestaltete er Albumcover u. a. von Max Roach (+4 at Newport, 1958), Pete Rugolo (Rhythm Meets Rugolo, 1959), Eddie Layton (Caravan, 1959), Benny Golson/Art Farmer (The Jazztet & John Lewis, 1960), Milt Buckner (Mighty High, 1960) und Red Prysock (Swing Softly Red, 1961).
In späteren Jahren war er für Unternehmen wie Vince Cullers and Associates, J. Walter Thompson und Soft Sheen Products tätig; 1971 war er mit Thomas J. Burrell Mitbegründer der Werbeagentur Burrell McBain, Inc.